# 賴斯福德 (明尼蘇達州)
賴斯福德（英語：Riceford）是位於美國明尼蘇達州休斯頓縣的一個非建制地區。

## 歷史
賴斯福德的郵局於1855年設立，其後於1905年停運。此地得名自促成明尼蘇達州建州的政治家亨利·毛爾·賴斯。

## 地理
賴斯福德所處的海拔為高於海平面309米（即1014英呎），而該地所採用的時區為UTC-6，即北美中部時區（CST）。同時該地設有夏令時間，為UTC-6調快一小時，即UTC-5（CDT）。